# مانکن (فیلم ۱۹۳۷)
مانکن (انگلیسی: Mannequin) فیلمی در ژانر درام به کارگردانی فرانک بورزیگی است که در سال ۱۹۳۷ منتشر شد.

## بازیگران
- جوآن کراوفورد
- اسپنسر تریسی
- آلن کورتیس
- رالف مورگن
- الیزابت ریسدون
- ماری فیلیپس